# Pierduți în spațiu (serie din 2018)
Pierduți în spațiu (în engleză: Lost in Space) este un serial TV Netflix din 13 aprilie 2018. – 1 decembrie 2021 creat de de Matt Sazama și Burk Sharpless după serialul omonim din 1965 creat de Irwin Allen. Serialul a avut 3 sezoane, un total de 28 de episoade. Ca și serialul din 1965, este vag bazat pe romanul din 1812 The Swiss Family Robinson (Un Robinson elvețian) de Johann David Wyss .
Produs de Legendary Television, Synthesis Entertainment, Clickety-Clack Productions și Applebox Entertainment, este scris de Matt Sazama și Burk Sharpless, cu Zack Estrin ca showrunner.

## Distribuție

### Personaje principale
- Molly Parker - Maureen Robinson
- Toby Stephens - John Robinson
- Maxwell Jenkins - Will Robinson
- Taylor Russell - Judy Robinson
- Mina Sundwall - Penny Robinson
- Ignacio Serricchio - Don West
- Parker Posey - June Harris / Zoe Smith
- Brian Steele - Robot
- Ajay Friese - Vijay Dhar
- Sibongile Mlambo - Angela Goddard

## Episoade
| Sezonul | Sezonul | Episoade | Episoade | Premiera TV       | Premiera TV |
| ------- | ------- | -------- | -------- | ----------------- | ----------- |
|         | 1       | 10       | 10       | 13 aprilie 2018   |             |
|         | 2       | 10       | 10       | 24 decembrie 2019 |             |
|         | 3       | 8        | 8        | 1 decembrie 2021  |             |

### Sezonul 1 (2018)
| Nr. în serial | Nr. în sezon | Titlu                     | Regizat de      | Scris de                                            | Data lansării   |
| --- | ------------ | ------------------------- | --------------- | --------------------------------------------------- | --------------- |
| 1 | 1            | „Impact”                  | Neil Marshall   | Matt Sazama & Burk Sharpless                        | 13 aprilie 2018 |
| După ce un asteroid se prăbușește pe Pământ, provocând o catastrofă globală, oamenii părăsesc planeta pentru a merge pe o colonie în sistemul Alfa Centauri. Principala lor navă colonie, „Resolute”, este atacată de extratereștri, forțându-i pe coloniști să evadeze cu nava lor spațială mai mică „Jupiter”, dar sunt aruncați într-o gaura de vierme și se prăbușesc pe o planetă asemănătoare Pământului. Nava soților Robinson, „Jupiter 2”, se prăbușește pe un ghețar. Familia evacuează în timp ce nava lor se scufundă rapid în apa înghețată. Cel mai mare copil al familiei Robinson, Judy, o adolescentă medic, rămâne prinsă în gheață în timp ce se scufundă după echipament. John și fiul său Will și-au propus să strângă magneziu pentru a topi gheața înainte ca oxigenul lui Judy să se epuizeze. În timp ce este blocată, Judy își ghidează sora, Penny, printr-o procedură medicală pentru a-și trata mama rănită, Maureen. În interiorul unei peșteri, Will cade într-o prăpastie și aterizează lângă o pădure. Will găsește o navă extraterestră prăbușită și un robot dezmembrat pe care îl ajută să se auto-repare. În schimb, robotul îl salvează pe Will de la un incendiu de pădure. Will și robotul se întorc în tabăra Robinsonilor, iar robotul o salvează pe Judy. Douăsprezece ore mai devreme, o femeie este prezentată ca furând identitatea doctorului Zachary Smith și urcându-se la bordul unei nave „Jupiter” care evada împreună cu Don West, un membru al echipajului „Resolute” și contrabandist ocazional, și un alt coleg de muncă, Tam Roughneck. |              |                           |                 |                                                     |                 |
| 2 | 2            | „Diamonds in the Sky”     | Neil Marshall   | Matt Sazama & Burk Sharpless                        | 13 aprilie 2018 |
| 3 | 3            | „Infestation”             | Tim Southam     | Zack Estrin                                         | 13 aprilie 2018 |
| 4 | 4            | „The Robinsons Were Here” | Alice Troughton | Katherine Collins                                   | 13 aprilie 2018 |
| 5 | 5            | „Transmission”            | Deborah Chow    | Kari Drake                                          | 13 aprilie 2018 |
| 6 | 6            | „Eulogy”                  | Vincenzo Natali | Ed McCardie                                         | 13 aprilie 2018 |
| 7 | 7            | „Pressurized”             | Tim Southam     | Vivian Lee                                          | 13 aprilie 2018 |
| 8 | 8            | „Trajectory”              | Stephen Surjik  | Katherine Collins & Kari Drake                      | 13 aprilie 2018 |
| 9 | 9            | „Resurrection”            | Tim Southam     | Poveste de: Daniel McLellan Scenariu de: Kari Drake | 13 aprilie 2018 |
| 10 | 10           | „Danger, Will Robinson”   | David Nutter    | Matt Sazama & Burk Sharpless                        | 13 aprilie 2018 |

### Sezonul 2 (2019)
| Nr. în serial | Nr. în sezon | Titlu          | Regizat de     | Scris de                       | Data lansării     |
| ------------- | ------------ | -------------- | -------------- | ------------------------------ | ----------------- |
| 11            | 1            | „Shipwrecked”  | Alex Graves    | Matt Sazama & Burk Sharpless   | 24 decembrie 2019 |
| 12            | 2            | „Precipice”    | Alex Graves    | Zack Estrin                    | 24 decembrie 2019 |
| 13            | 3            | „Echoes”       | Leslie Hope    | Liz Sagal                      | 24 decembrie 2019 |
| 14            | 4            | „Scarecrow”    | Jon East       | Kari Drake                     | 24 decembrie 2019 |
| 15            | 5            | „Run”          | Jon East       | Vivian Lee                     | 24 decembrie 2019 |
| 16            | 6            | „Severed”      | Tim Southam    | Katherine Collins              | 24 decembrie 2019 |
| 17            | 7            | „Evolution”    | Tim Southam    | Daniel McLellan                | 24 decembrie 2019 |
| 18            | 8            | „Unknown”      | Jabbar Raisani | Kari Drake & Katherine Collins | 24 decembrie 2019 |
| 19            | 9            | „Shell Game”   | Stephen Surjik | Zack Estrin & Vivian Lee       | 24 decembrie 2019 |
| 20            | 10           | „Ninety-Seven” | Alex Graves    | Matt Sazama & Burk Sharpless   | 24 decembrie 2019 |

### Sezonul 3 (2021)
| Nr. în serial | Nr. în sezon | Titlu                            | Regizat de            | Scris de                     | Data lansării    |
| ------------- | ------------ | -------------------------------- | --------------------- | ---------------------------- | ---------------- |
| 21            | 1            | „Three Little Birds”             | Frederick E.O. Toye   | Matt Sazama & Burk Sharpless | 1 decembrie 2021 |
| 22            | 2            | „Contact”                        | Kevin Rodney Sullivan | Zack Estrin                  | 1 decembrie 2021 |
| 23            | 3            | „The New Guy”                    | Sarah Boyd            |                              | 1 decembrie 2021 |
| 24            | 4            | „Nothing Left Behind”            |                       |                              | 1 decembrie 2021 |
| 25            | 5            | „Stuck”                          |                       |                              | 1 decembrie 2021 |
| 26            | 6            | „Final Transmission”             | Julian Holmes         |                              | 1 decembrie 2021 |
| 27            | 7            | „Contingencies on Contingencies” |                       | Zack Estrin                  | 1 decembrie 2021 |
| 28            | 8            | „Trust”                          | Jabbar Raisani        |                              | 1 decembrie 2021 |